# Parque nacional de Pha Taem
El Parque nacional de Pha Taem (en tailandés, อุทยานแห่งชาติผาแต้ม) es un área protegida del nordeste de Tailandia, en la provincia de Ubon Ratchathani. Se extiende por una superficie de 340 kilómetros cuadrados. Fue declarado en el año 1991, como el 74.º parque nacional del país.
Destaca por su bosque dipterocarpo y por el arte rupestre que puede encontrarse en sus acantilados sobre el río Mekong. Se calcula que estas muestras artísticas tienen una antigüedad de tres mil años. El parque también tiene varios ejemplos de setas rocosas así como el maor campo de flores de Tailandia.
El parque nacional es una accidentada cordillera montañosa, con una altura que va de los 100 a los 600 m s. n. m.